# PCHL 1940/41
Die Saison 1940/41 war die achte reguläre Saison der Pacific Coast Hockey League (PCHL). Meister wurden die Vancouver Lions.

## Teamänderungen
Folgende Änderungen wurden vor Beginn der Saison vorgenommen:
- Die Spokane Bombers wurden als Expansionsteam in die Liga aufgenommen.

## Modus
Während der regulären Saison bestritten die drei Teams der Liga je 48 Spiele. Für einen Sieg erhielt jede Mannschaft zwei Punkte, bei einem Unentschieden gab es ein Punkt und bei einer Niederlage null Punkte.

## Reguläre Saison

### Tabelle
Abkürzungen: GP = Spiele, W = Siege, L = Niederlagen, T = Unentschieden, GF = Erzielte Tore, GA = Gegentore, Pts = Punkte
|                    | GP | W  | L  | T | GF  | GA  | Pts |
| ------------------ | -- | -- | -- | - | --- | --- | --- |
| Spokane Bombers    | 48 | 25 | 18 | 5 | 146 | 127 | 55  |
| Vancouver Lions    | 48 | 22 | 21 | 5 | 163 | 145 | 49  |
| Seattle Seahawks   | 48 | 20 | 21 | 7 | 158 | 167 | 47  |
| Portland Buckaroos | 48 | 20 | 27 | 1 | 130 | 158 | 41  |